# Tesla RVI
Tesla RVI je typ metalhalogenidové výbojky používané na osvětlování velkých prostranství, zejména sportovišť. Podobně jako barevné metalhalogenidky RVIM a RVIZ byly RVI vyráběny v letech 1968 až 2005, původně firmou Tesla, později Teslamp. Wattáže, ve kterých se výbojka sériově vyráběla byly 400, 1000, 2000 a 3500W. Konstrukce výbojky je relativně klasická, křemičitý hořák je usazen v kovové konstrukci, jež jej drží v baňce. Patice, jíž je výbojka vybavena má u všech wattáží velikost E40. Světlo, jež výbojka emituje je bílé s příměsí žluté.

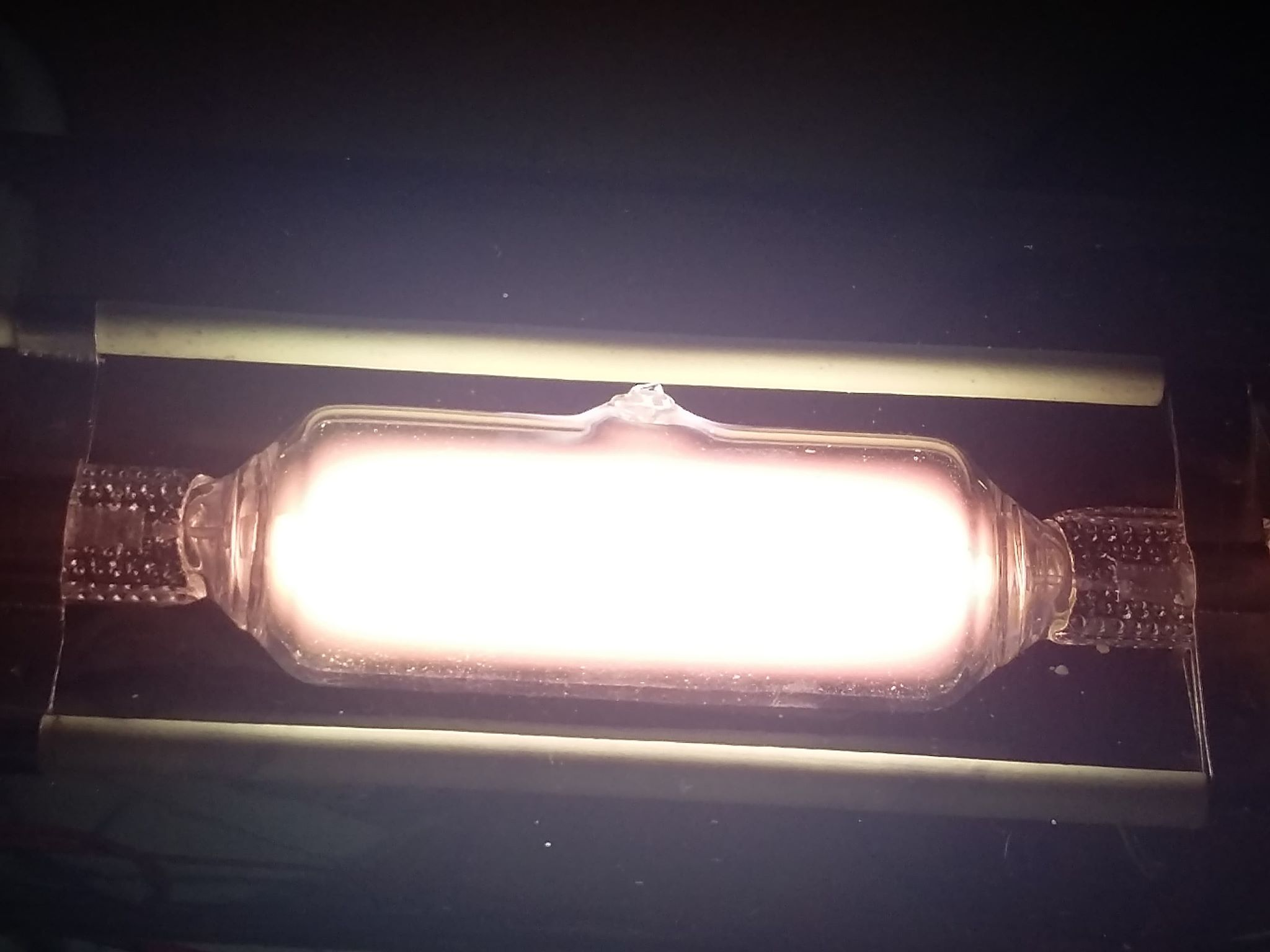
Hořák výbojky RVI 1000W v provozu

## Základní technické informace
Hořák výbojky je plněn podobně jako u jiných metalhalogenidových výbojek argonem o velmi nízkém tlaku. V hořáku je dále přítomna rtuť, ovšem v relativně malém množství a ve většině případů není přítomna jednotná kapka. Použitý metalhalogenid je jodid lithný, jež se začíná do prostředí hořáku odpařovat až při teplotě kolem 1171 °C, hořák běžící výbojky se tedy rozžhavuje na velmi vysokou teplotu, v ose výboje se pak dosahuje teplot několika tisíc °C. Elektrody jsou podobně jako u jiných metalhalogenidek z wolframu smotaného do formy cívky, jež je zevnitř naplněna oxidem barnatým, strontnatým a oxidem vápenatým (páleným vápnem), jež působí jako emisní materiály, jež ulehčují emisi elektronů z elektrod. Při rozběhu barva výboje je ze začátku modrá (výboj v argonu), během pár sekund žloutne a přechází v bílou s příměsí modré. Jak se metalhalogenidy v hořáku začíná horké plazma zahřívat na jejich bod varu, dostávají se tyto do prostředí hořáku, kde se společně se rtutí mísí v plynné podobě a jejich atomy ve výbojovém kanálku, jež se v tento moment začíná rozšiřovat, dosahují siné ionizace. Barva světla získává zelený odstín, jež nakonec přechází ve finální bílou barvu s lehkou příměsí žluté. Rozběh trvá cca. 6–7 minut.